# MVP de la LNB Pro B
El premio al jugador más valioso (MVP) de la LNB Pro B es un premio anual de baloncesto profesional que otorga la LNB Pro B, la segunda división de Francia. Se otorga al mejor jugador de una temporada regular determinada. El premio unificado se introdujo en la temporada 2014-15, ya que antes había premios para un MVP francés y un MVP extranjero.

## Premios separados (1992–2014)
| Year | Jugador francés MVP                     | Jugador extranjero MVP             |
| ---- | --------------------------------------- | ---------------------------------- |
| 1992 | Patrick Cham (Levallois)                | Terence Stansbury (Levallois)      |
| 1993 | Moustapha Sonko (Sceaux)                | Winston Crite (Sceaux)             |
| 1994 | Bruno Hamm (Strasbourg)                 | James Banks (Nancy)                |
| 1995 | Frédéric Hufnagel (La Rochelle)         | James Banks (Caen)                 |
| 1996 | Karim Gharbi (Hyères Toulon)            | David Booth (Toulouse)             |
| 1997 | David Condouant (Vichy)                 | Geoff Lear (Hyères Toulon)         |
| 1998 | Jimmy Vérove (Brest)                    | Larry Terry (Mulhouse)             |
| 1999 | Ahmadou Keita (Strasbourg)              | Jarod Stevenson (Strasbourg)       |
| 2000 | Charles-Henri Grétouce (Bondy)          | Elliot Hatcher (Vichy)             |
| 2001 | Laurent Cazalon (Roanne)                | Floyd Miller (Hyères Toulon)       |
| 2002 | Jean-Philippe Tailleman (Golbey-Epinal) | Rahshon Turner (Vichy)             |
| 2003 | Cyril Akpomedah (Châlons-en-Champagne)  | Mike Jones (Reims / Saint-Quentin) |
| 2004 | David Melody (Clermont-Ferrand)         | Ondřej Starosta (Saint-Quentin)    |
| 2005 | Stephen Brun (Brest)                    | Tyson Patterson (Brest)            |
| 2006 | Raphaël Desroses (Angers)               | Cedrick Banks (Besançon)           |
| 2007 | Joachim Ekanga-Ehawa (Nanterre)         | Jimmal Ball (Vichy)                |
| 2008 | Adrien Moerman (Nanterre)               | Rashaun Freeman (Nantes)           |
| 2009 | Jimmal Ball (Paris-Levallois)           | Errick Craven (Clermont)           |
| 2010 | Moussa Badiane (Aix-les-Bains)          | Teddy Gipson (Pau-Lacq-Orthez)     |
| 2011 | Philippe da Silva (ALM Évreux)          | Nate Carter (Nanterre)             |
| 2012 | Joseph Gomis (Limoges)                  | Chris Massie (Limoges)             |
| 2013 | Mam Jaiteh (Boulogne-sur-Mer)           | Jeremiah Wood (Évreux)             |
| 2014 | Michel Morandais (Châlons-Reims)        | Zachery Peacock (Boulogne-sur-Mer) |

## Premio unificado (2014–presente)

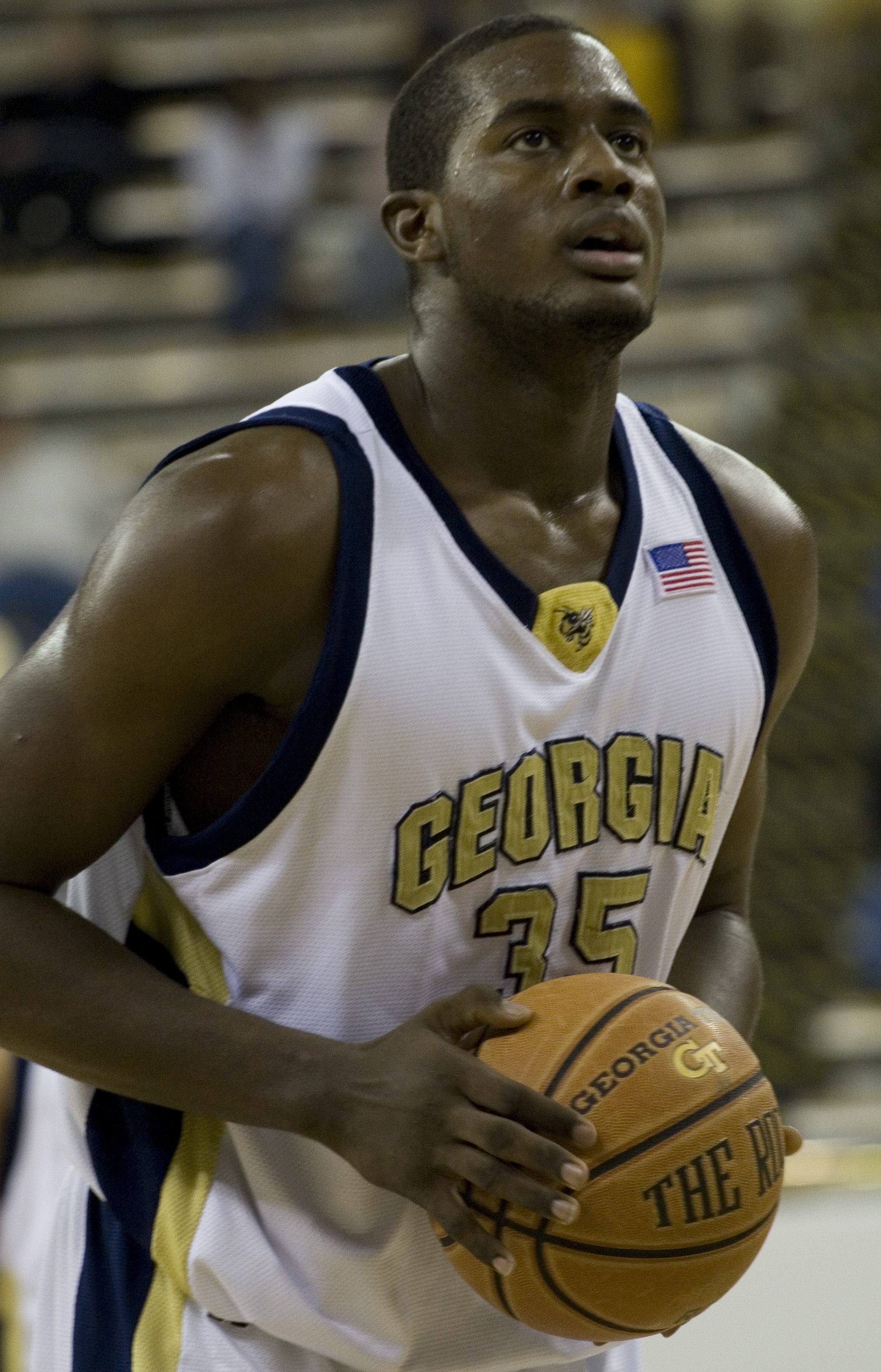
Zachery Peacock ganó el premio en 2017, cuando llevó a su equipo a ganar la Pro B.

| ^           | Denota jugador todavía en activo en la Pro B    |
| *           | Inducido al FIBA Hall of Fame                   |
| dagger      | Denota jugador que ganó el campeonato ese año   |
| Jugador (X) | Denota el número de veces que recibió el premio |

| Temporada | Jugador                                                                       | Posición                                                                      | Nacionalidad                                                                  | Equipo                                                                        | Ref.                                                                          |
| --------- | ----------------------------------------------------------------------------- | ----------------------------------------------------------------------------- | ----------------------------------------------------------------------------- | ----------------------------------------------------------------------------- | ----------------------------------------------------------------------------- |
| 2014–15   | Davante Gardner                                                               | AP                                                                            | Estados Unidos                                                                | HTV                                                                           | [ 2 ]                                                                         |
| 2015–16   | Joe Burton                                                                    | AP/P                                                                          | Estados Unidos                                                                | ALM Évreux                                                                    | [ 3 ]                                                                         |
| 2016–17   | Zachery Peacock                                                               | AP/P                                                                          | Estados Unidos                                                                | JL Bourg                                                                      | [ 4 ]                                                                         |
| 2017–18   | Tyren Johnson                                                                 | AP                                                                            | Estados Unidos                                                                | ADA Blois                                                                     | [ 5 ]                                                                         |
| 2018–19   | Brandon Jefferson                                                             | B                                                                             | Estados Unidos                                                                | Orléans Loiret                                                                | [ 6 ]                                                                         |
| 2019–20   | No se entregó debido a la cancelación del campeonato por la pandemia COVID-19 | No se entregó debido a la cancelación del campeonato por la pandemia COVID-19 | No se entregó debido a la cancelación del campeonato por la pandemia COVID-19 | No se entregó debido a la cancelación del campeonato por la pandemia COVID-19 | No se entregó debido a la cancelación del campeonato por la pandemia COVID-19 |
| 2020–21   | Parker Jackson-Cartwright                                                     | B                                                                             | Estados Unidos                                                                | Saint-Quentin                                                                 | [ 7 ]                                                                         |
| 2021–22   | James Batemon III                                                             | E                                                                             | Estados Unidos                                                                | Tours                                                                         | [ 8 ]                                                                         |
| 2022–23   | Mathis Dossou-Yovo                                                            | P                                                                             | Francia                                                                       | Saint-Quentin                                                                 | [ 9 ]                                                                         |
| 2023–24   | Tray Buchanan                                                                 | B                                                                             | Francia                                                                       | Union La Rochelle                                                             | [ 10 ]                                                                        |